# سیارک ۱۷۴۵۹
سیارک ۱۷۴۵۹ (به انگلیسی: 17459 Andreashofer، نامگذاری:1990TJ8) هفده هزار و چهارصد و پنجاه و نهمین سیارک کشف شده‌است که در ۱۳ اکتبر ۱۹۹۰ کشف شد.
قدر مطلق سیارک برابر ۱۴٫۶۰ است.